# Saturn IB-C
Il razzo Saturn IB-C è stato studiato nel 1965, lo stesso anno in cui era stato avviato il programma Gemini. Il Saturn IB-C era stato progettato quale veicolo di lancio orbitale come l'originale Saturn IB. Il lanciatore consisteva in un normale Saturn IB con quattro stadi Minuteman. Il lanciatore principale Saturn IB ha volato fino al 1975, ma non questa versione.